# Zakari
Pour l’article ayant un titre homophone, voir Zacharie (prophètes).
Un zakari ou zacari est un pain ou une viennoiserie artisanale créole antillo-guyanaise à base d'une pâte levée feuilletée spécifique, qui comporte de la levure de boulanger (et éventuellement d'autres ingrédients comme des matières grasses, du sucre, de l’œuf ou du lait).

## Description
Le zacari se présente sous la forme d'un pavé carré ou rectangulaire d’environ 10 cm de long, 16 cm de large et 3 cm d’épaisseur. Il s’agit d’une pâte levée et feuilletée. Sa croûte, de couleur marron clair, est légèrement plus foncée que la mie, et percée de petits trous (typiquement neuf disposés en grille 3 x 3) pour laisser s’échapper l’air à la cuisson. Lorsqu’on le coupe, on découvre une mie blanche, structurée en fines couches feuilletées. Les zakaris sont généralement vendus par groupes de 4 à 6, pré-découpés pour faciliter leur séparation.
Comme beaucoup de produits traditionnels, le zakari n’est pas standardisé ou uniforme en termes de goût ou de texture : il en existe autant que d'artisans…

## Consommation
Le zakari se déguste au petit-déjeuner ou en en-cas. Il se marie très bien avec du beurre, du saucisson, du jambon, du fromage ou encore du beurre d’arachide, mais aussi en version sucrée avec de la confiture.

## Fabrication
La recette de base comprend : 1 kg de farine, environ 600 ml d’eau, 20 g de sel, 40 g de levure de boulanger, et selon des variantes entre 20 et 30 g de saindoux, de beurre ou de margarine, parfois du sucre, de l’œuf, ou du lait.
La préparation artisanale commence par une détrempe à base de farine, d’eau et de sel, que l’on travaille jusqu’à obtenir une pâte ferme. On y incorpore ensuite le saindoux ou le beurre, avant de laisser reposer la pâte au frais. Elle est ensuite feuilletée à l’aide de quatre tours successifs, avec un temps de repos et un léger farinage (fleurer) entre chaque tour. Une fois la pâte abaissée à une épaisseur de 1 à 2 cm, elle est découpée à l’aide d’un emporte-pièce spécifique au zacari. Piquer les zakaris pour faire des trous, recouvrir d'un torchon et les laisser reposer une heure. La cuisson se fait ensuite au four entre 180 et 210°C entre 25 et 35 minutes. Avant d’enfourner, chaque pièce est badigeonnée d’eau légèrement salée ou de lait,.

## Production
Il est difficile d’estimer précisément la production de zacari en Guyane et aux Antilles.
Le zacari produit par les « maîtres-pelle » (ouvriers spécialisés en boulangerie), est proposé à la vente à l’unité par des boulangers traditionnels ainsi que par certains détaillants en alimentation.

## Origines et histoire
L’origine du nom « zacari » reste inconnue. En Guyane, les anciens affirment l’avoir toujours connu sous cette appellation. On retrouve une version similaire dans les Antilles, notamment en Guadeloupe, où il est surnommé « dictionnaire » lorsqu’il prend la forme rectangulaire. Ce surnom pourrait faire référence au Livre de Zacharie, l’un des douze prophètes de l’Ancien Testament.
Par ailleurs, les petits trous sur le dessus évoquent les biscuits de mer, très secs et durs, que consommaient autrefois les marins, mais ce lien ancien avec le zakari reste hypothétique. Le plus probable est que cette viennoiserie se soit enrichie au fil du temps, influencée par les pâtisseries feuilletées au beurre venues de l'hexagone.

## voir aussi
- Cuisine guyanaise
- Cuisine antillaise